# مطار لندن ستانستد
مطار ستانستد (بالإنجليزية:  London Stansted Airport  )‏ (إياتا: STN، إيكاو: EGSS) هو مطار دولي يقع شمال شرق لندن وبالقرب من بلدة ستانستد ماونتفشت في مقاطعة غرب ساسكس، ويبعد عن وسط لندن حوالي 48 كيلومتر، ويعتبر في المرتبة الثالثة بعد مطار هيثرو ومطار جاتويك على مستوى منطقة لندن و المملكة المتحدة.

## نبذة تاريخية
تعود نشأة المطار إلى الحرب العالمية الثانية كمدرج لطائرات القوات الجوية، واستخدم كقاعدة للقوات الأمريكية خلال الحرب، وبعد خروج القوات الأمريكية اعيد استخدامه من قبل وزارة الطيران البريطانية كقاعدة امداد وصيانة، ولم يتم استخدام المطار للاستعمالات المدنية حتى عام 1966 وذلك لاتاحة المجال لطائرات الطيران العارض (charter) الهاربة من ازدحام مطاري لندن مطار هيثرو ومطار جاتويك وتكاليفهما الباهضة. شهد المطار ازدهار في عملياته خاصة خلال الأعوام بين 1997 وحتى 2007، نظراً لازدهار نشاط الطيران الاقتصادي منخفض التكاليف والذي اتخذ مطار ستانستد قاعدة للأعماله.

## منشآت المطار
للمطار صالة ركاب رئيسية واحدة بالإضافة إلى صالة للطيران الخاص ومركز لعمليات الشحن، ويتوفر بها خدمات الصرافة ومحلات بيع تجزئة والمطاعم وتأجير السيارات. تتوفر وسائل المواصلات عبر محطة ستانستد للقطارات في اسفل صالة الركاب، بالإضافة إلى وجود حافلات النقل العام والتي تسير برحلات منتظمة من وإلى المطار.
في عام 2008 أعلنت الشركة المالكة للمطار عن خطة لإنشاء مدرج هبوط جديد للطائرات بالإضافة إلى المدرج الحالي الذي يبلغ طوله 3,048 متر رغبة من الشركة لرفع حركة المسافرين.

## خطوط وشركات الطيران

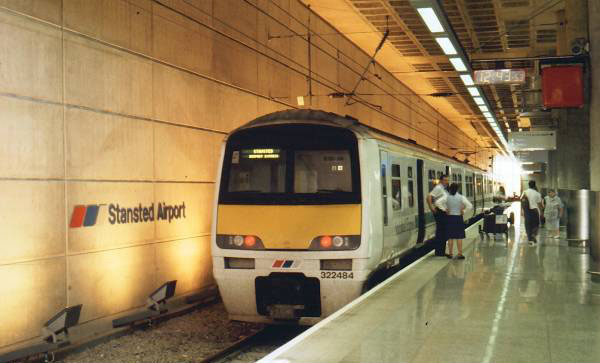
محطة قطارات مطار ستانستد